# Schierbroker Windmühle
Die Schierbroker Windmühle, ein Galerieholländer in Ganderkesee-Schierbrok, Achternstraße 3, wurde am Ende des 19. Jahrhunderts gebaut.
Sie wird seit 1998 als Wohnhaus genutzt.
Das Gebäude steht unter Denkmalschutz (siehe auch Liste der Baudenkmale in Ganderkesee).

## Beschreibung und Geschichte
Die erhaltene Galerieholländer-Windmühle von 1894 auf einem dreigeschossigen achteckigen Backsteinunterbau ist im dreigeschossigen Oberbau mit Schindeln verkleidet. Erhalten sind die Kappe mit dem Kappboden und die Jalousieflügel. Rückwärtig und rechtsseitig stehen neuere Anbauten. 1985 wurde die Mühle saniert und zu einem Wohnhaus umgebaut.
Das Niedersächsische Landesamt für Denkmalpflege befand: „… geschichtliche Bedeutung für die Ortsgeschichte … als beispielhafter Galerieholländer, für die Wirtschafts- und Technikgeschichte …“